# Botryodiplodia palmarum
Botryodiplodia palmarum är en svampart som först beskrevs av Mordecai Cubitt Cooke, och fick sitt nu gällande namn av Petr. & Syd. 1927. Botryodiplodia palmarum ingår i släktet Botryodiplodia, ordningen Diaporthales, klassen Sordariomycetes, divisionen sporsäcksvampar och riket svampar.   Inga underarter finns listade i Catalogue of Life.